# Timur Laut
Huyện Timur Laut là một huyện thuộc bang Pulau Pinang của Malaysia. Huyện Timur Laut có dân số thời điểm năm 2010 ước tính khoảng 508181 người.